# Ochotona mantchurica
Ochotona mantchurica — вид зайцеподібних гризунів з родини пискухових (Ochotonidae).

## Таксономічна примітка
Таксон відокремлено від O. hyperborea і включає деякі популяції, раніше включені до O. alpina.

## Морфологічна характеристика
Звірок середнього розміру з довжиною тіла від 14 до 22 см і вагою від 110 до 160 г, довжина задньої лапи від 22 до 32 міліметри. Забарвлення спини від охри до червонувато-коричневого з більш темною смугою на спині. У деяких популяцій шерсть перемежовується кінчиками чорного волосся. Очеревина також охриста. Зимове хутро сірувато-буре з пісочним або світло-охристим черевцем. Волоски в області потилиці утворюють більш темну ділянку. Вуха округлі з білою облямівкою, досягають довжини від 17 до 26 міліметрів.

## Поширення
Країни проживання: Китай (Внутрішня Монголія, Хейлунцзян), пд.-сх. Сибір.

## Спосіб життя
Це типова скельна пискуха, хоча, як і її близький родич, O. hyperborea, вона також може встановлювати території в купах збитої деревини тощо.